# Szóládi József
Szóládi József (Mezőtúr, 1955. –) magyar író.

## Élete
Tizenkét éves kora óta ír, cikkeit 1973 óta közlik különféle újságok. Első könyve csak negyvenéves korában jelent meg (Fehér hajnal (regény, 1995), de aztán évről évre újabb művekkel lépett színre. Eddig huszonöt kötete jelent meg. 
Elvált. Öt gyermek apja.

## Stílusa
Elsősorban a fiatalság, a párkeresés, az egzisztenciateremtés, az identitás kérdése, valamint az ember és a természet kapcsolata foglalkoztatja. Könyveinek helyszínei mindig valódiak, szereplői, hősei is valós személyek. Jó elbeszélő, tájleíró, dialógusaiban a hétköznapi élőbeszéd jelenik meg, alakjai igen gyakran az adott vidék tájnyelvét használják. Prózai munkáinak stílusa helyenként költői hangulatot érint, versei viszont tömör „mesék” és életképek. Szép könyveit neves képzőművészek, Szász Endre és Matyikó Tibor grafikus-festőművészek illusztrálták.

„Írásait (…) őszinteség, plasztikus tér- és ember ábrázolás, finom erotika jellemzi… 
Epikus alkata versbe foglalt gondolatain is erőteljesen szűrődik át, mégis eredménnyel próbálkozik a tömörítéssel, epizódjai töprengésre biztató pillanatképek.”

– Zsirai László szerkesztő

Életét és munkáit a helykeresés, a kísérletezés, a realizmus és a romantika: a szebb és a jobb utáni vágyódás jellemzi. Regényei, elbeszélései befejezetlenek, az olvasónak tovább kell gondolnia őket. Az Alföld mellett a Balaton és környéke az élettere, utóbbiról számos turisztikai munkát, irodalmi igényességű útikönyvet is írt.
Településportréi, kiskönyvei német, angol és horvát nyelvű kivonattal jelentek meg, két balatoni könyve pedig önálló kötetben, német nyelven látott napvilágot (Die Plattensee Region I-II.).
A legutóbbi időben gyermekkönyveket, verses meséket is ír. Ezek helyszíne a szépséges somogyi Nezde (Szólád része). 

## Jelentősebb művei
- Szóládi Sz. József: Fehér hajnal; TerraPrint, Bp., 1995
- A Tavasz Völgye (regény)
- A Balaton régió útikönyve; szerk. Szóládi József; Metszéspont, Balatonföldvár, 1999 (A kötet adatlapja a Molyon)  helytelen ISBN kód: 9638569019
- Kehidakustány. Településportré a második és a harmadik évezred fordulóján. Siedlunsporträt; Balaton Info Center, Keszthely, 2003 (A Balaton régió települései)
- Szóládi Brigitta–Szóládi József: Szőlősgyörök. Településportré a második és a harmadik évezred fordulóján. Siedlungsporträt. Portrait of the village; Balaton Info Center, Keszthely, 2003 (A Balaton régió települései)
- Szóládi Brigitta–Szóládi József: Zalaapáti. Településportré a második és a harmadik évezred fordulóján. Siedlungsporträt. Portrait of the village; Balaton Info Center, Keszthely, 2003 (A Balaton régió települései)
- A Kis-Balaton útikönyve; szerzői, Fonyód, 2004
- Zöldikék. Elbeszélések; Metszéspont Művészeti Műhely, Balatonföldvár, 2010
- Szépséges tájaink. Őrségtől a Mecsekig; Pelsolibri–Szóládi József, Nagykanizsa, 2013

## További információ
- Víztükörben (versantológia)